# 1689

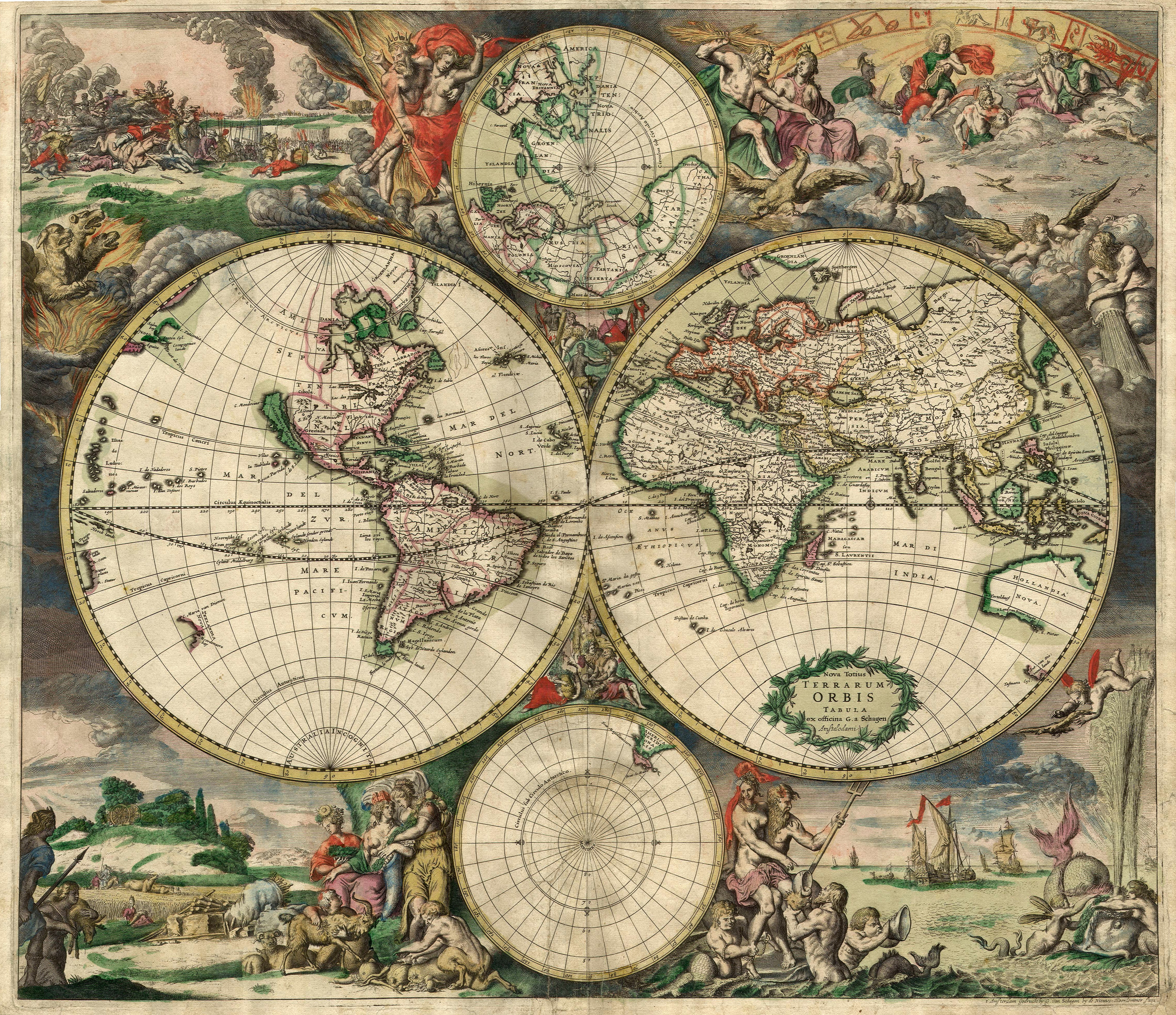
Карта світу 1689 року, видана в Амстердамі

Доба великих географічних відкриттів •  Перша наукова революція • Річ Посполита •  Запорозька Січ •  Руїна

## Геополітична ситуація
Османську імперію очолює Сулейман II (до 1691). Під владою османської султана перебувають Близький Схід та Єгипет, Середземноморське узбережжя Північної Африки, частина Закавказзя, значні території в Європі: Греція, Болгарія і Сербія. Васалами османів є Волощина та Молдова.
Священна Римська імперія — наймогутніша держава Європи. Її територія охоплює, крім німецьких земель, Угорщину з Хорватією, Богемію, Північну Італію. Її імператор — Леопольд I Габсбург (до 1705).
Габсбург Карл II Зачарований є королем Іспанії (до 1700). Йому належать Іспанські Нідерланди, південь Італії, Нова Іспанія, Нова Гранада та Нова Кастилія в Америці, Філіппіни. Королем Португалії є Педру II (до 1706). Португалія має володіння в Бразилії, в Африці, в Індії, в Індійському океані й Індонезії.
Північ Нідерландів займає Республіка Об'єднаних провінцій. Вона має колонії в Північній Америці, Індонезії, на Формозі та на Цейлоні. Король Франції — Людовик XIV (до 1715). Франція має колонії в Північній Америці. Король Англії — Вільгельм III Оранський (до 1702). Англія має колонії в Північній Америці, на Карибах та в Індії. Король Данії та Норвегії — Кристіан V (до 1699), король Швеції — Карл XI (до 1697). На Апеннінському півострові незалежні Венеційська республіка та Папська область. Король Речі Посполитої — Ян III Собеський (до 1696). Формально царями Московії є Іван V (до 1696) та Петро I, фактична влада перейшла до Наталії Наришкіної.
Україну розділено по Дніпру між Річчю Посполитою та Московією. Діють два гетьмани: Григорій Гришко (польський протекторат) на Правобережжі, Іван Мазепа (московський протекторат) на Лівобережжі. На півдні України існує Запорозька Січ. Існують Кримське ханство, Ногайська орда.
В Ірані правлять Сефевіди.
Значними державами Індостану є Імперія Великих Моголів, в якій править Аурангзеб, султанат Голконда, Імперія Маратха. В Китаї править Династія Цін. У Японії триває період Едо.

## Події

### В Україні
- Після смерті гетьмана Правобережної України Андрія Могили король Речі Посполитої Ян Собеський призначив наказним гетьманом Григорія Гришка.
- Кошовим отаманом Запорозької Січі обрано Федька Гусака.
- Козаки гетьмана Мазепи взяли участь у невдалому Другому кримському поході московських військ.

### У світі
- Королівство Англія
  - 13 лютого у Лондоні Вільгельма III Оранського та його дружину Марію II Стюарт проголошено суверенами Англії.
  - 11 квітня відбулася офіційна коронація Вільгельма III Оранського і Марію II Стюарт як рівноправних суверенів Англії, Шотландії та Ірландії.
  - 18 квітня спалахнуло Бостонське повстання — бунт бостонців проти губернатора, ставленика поваленого Якова II.
  - 20 квітня колишній британський король-католик Яків II почав облогу міста Лондондеррі. Французький флот надав йому допомогу припасами.
  - 24 травня англійський парламент прийняв Акт про примирення, що зрівняв права протестантів і католиків.
  - Водночас парламент прийняв Білль про права 1689, який обмежив права короля. Славетна революція успішно завершилася.
  - 27 липня спалахнуло перше повстання якобітів у Шотландії.
- Війна Аугсбурзької ліги:
  - 15 лютого постійний сейм Священної Римської імперії німецької нації в Регеннсбурзі ухвалив рішення оголосити війну Франції.
  - 2 березня французи вийшли з міста Гайдельберг, спаливши його. Пізніше згоріли також Майнц, Вормс, Шпаєр.
  - 12 травня у війну на боці Аугсбурзької ліги вступила Англія. Почалася війна між англійськими та французькими колоністами в Північній Америці. Цю війну назвали війною короля Вільгельма.
  - Французи захопили Каталонію до Жирони.
  - 25 серпня війська Ліги (англо-нідерландські) завдали французам поразки поблизу Валькура
- Велика турецька війна:
  - Фазіл Мустафа Кепрюлю став великим візиром Османської імперії.
  - 30 серпня імперці завдали поразки османам поблизу Ягодини в Сербії.
  - 24 вересня імперські війська здобули Ниш. Вони вигнали османів із Сербії, частини Македонії, частини Албанії.
- 12 серпня помер Папа римський Інокентій XI.
- 6 жовтня обрано нового папу — Олександра VIII.
- У Москві відбувся переворот: молодший цар Петро I захопив владу й заслав регентку Софію Олексіївну в монастир. Після цього 17-річний цар відбув у Європу з метою завершення освіти. Новою регенткою стала мати царя Наталія Наришкіна,
- Нерчинський договір 1689 між Московщиною та династією Цін завершив московсько-цінські війни, що тривали півстоліття. Московія поступилася Китаю Приамур'ям.
- 22 листопада цар Петро I видав указ про спорудження Сибірського тракту.
- Падишах Аурангзеб схопив і стратив правителя маратхів Самбхаджі. Брат Самбхаджі Раджарам утік і продовжив боротьбу.

### Наука та культура
- Японський поет Мацуо Басьо розпочав свою останню мандрівку.

## Народились
Див. також Категорія:Народились 1689
- 18 січня — Шарль Монтеск'є, французький філософ, письменник.
- 19 червня — Аокі Конйо, японський науковець, конфуціанець, агроном, знавець ранґаку.

## Померли
Див. також Категорія:Померли 1689